# Brémoy
Brémoy település Franciaországban, Calvados megyében. Lakosainak száma 257 fő (2022. január 1.). Brémoy Souleuvre-en-Bocage és Dialan sur Chaîne községekkel határos.

## Népesség
A település népességének változása:
| Lakosok száma | 209  | 183  | 181  | 217  | 216  | 223  | 227  | 226  | 236  | 257  |
|               | 1968 | 1982 | 1990 | 2006 | 2013 | 2015 | 2017 | 2019 | 2020 | 2022 |